# 高永喜
高 永喜（こう えいき、1849年12月16日 - 1916年1月25日）は、李氏朝鮮末期から大韓帝国期の政治家。現在の大韓民国では庚戌国賊、丁未七賊及び親日派の一人とされている。本貫は済州高氏。漢城出身。

## 生涯
同治5年（1866年）に副司勇になり、光緒2年（1876年）の日朝修好条規（江華島条約）締結後は、随行員の一人として日本の文物制度を見聞し、開化派に属することとなる。帰国後、日本の発展した姿を知って、元山港が開港されて通商港になると、事務官処理になり大きな功績を立てた。
光緒7年（1881年）には紳士遊覧団の随行員として再度日本へ渡った。
翌光緒8年（1882年）には日本公使花房義質の差備訳官になって、その後も重用され、仁川租界画定の事務を担当し、参議交渉通商事務・参議内務府事なども務めた。
光緒10年（1884年）の甲申政変以降は、杆城・朔寧・高陽などの郡守職をたらい回しにされるという憂き目に遭い、任期満了後に辞職して、一時は閑居の身となったが、翌光緒11年（1885年）以後は機器局幇弁を務めた。
光緒20年（1894年）の甲午改革の際には、内部参議・学務衙門参議・農商衙門協弁を務めた。
開国504年（1895年）には駐日特命全権公使となり、建陽元年（1896年）には農商工部協弁・外部協弁となり、独立協会の発起人として参加した。光武3年（1899年）には漢城府判尹、光武7年（1903年）には再び駐日特命全権公使となり、度支部協弁・中枢院賛議などを経て、光武8年（1904年）には黄海道観察使、光武9年（1905年）には帝室会計審査局長・経理院卿となった。
光武11年（1907年）に成立した李完用内閣では度支部大臣となり、伊藤博文がハーグ密使事件を理由に高宗の譲位を強要した際は、積極的な反対活動を行なった。
その後は法部大臣を経て、隆熙3年（1909年）には内部大臣臨時署理・度支部大臣になり、第三次日韓協約及び日韓併合条約に署名し、1910年（明治43年）10月16日には朝鮮貴族として子爵に列せられ、朝鮮総督府中枢院の顧問を務めた。

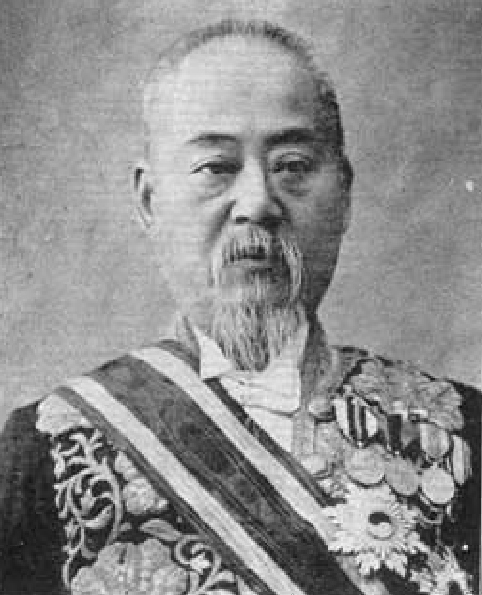
高永喜（『朝鮮貴族列傳』より）

## 親族
画家、政治家の高羲東は甥（弟の息子）。

## 死後の評価
2002年に「民族の精気を立てる国会議員の集い」が光復会とともに発表した親日派708人名簿と、2005年に民族問題研究所で親日人名辞書に収録するために整理した親日人名辞書収録予定者1次名簿において選定された。また、2006年に日本統治時代初期の親日反民族行為106人名簿が発表された際にも選定された。
2007年、親日反民族行為者財産の国家帰属に関する特別法により設置された親日反民族行為者財産調査委員会は、高永喜の子孫が保有する土地を国家に帰属させる議決を行った。

## 参考リンク
- 「朝鮮王族と朝鮮貴族（韓国併合時）」の子爵1＃高永喜 - ウェイバックマシン（2007年9月20日アーカイブ分）